# Aspiral
Aspiral è il nono album in studio del gruppo musicale olandese Epica, pubblicato l'11 aprile 2025 dalla Nuclear Blast.

## Antefatti
La composizione dell'album è avvenuta nel contesto di un writing camp di tre settimane in una casa affittata appositamente dai membri della band e dal produttore Joost van den Broek, che segue gli Epica fin da The Quantum Enigma; lì il team ha lavorato a diciannove nuovi brani, otto dei quali non sono stati inseriti nell'album. Fra questi, The Ghost in Me (Danse Macabre), che il 24 ottobre 2024 ha comunque ricevuto un videoclip ufficiale e che è poi stato utilizzato come traccia bonus del singolo Arcana, è un rifacimento del poema sinfonico Danse Macabre di Camille Saint-Saëns ed è stato concepito e adottato come colonna sonora ufficiale di una nuova attrazione del parco dei divertimenti Efteling, il più grande dei Paesi Bassi e fra i più antichi del mondo. Se però The Ghost in Me (Danse Macabre) fin da subito non è stato pensato per l'album, altri due brani, di cui uno di circa dodici minuti, sono stati registrati ma non utilizzati per Aspiral.
Come per le registrazioni di Omega, per quelle di Aspiral la band ha collaborato con la The City of Prague Philharmonic Orchestra, oltre che col coro lirico Kamerkoor PA'dam e con un coro di voci bianche. Simone Simons ha dichiarato anche che la band ha cercato di avere un approccio più attuale, ispirato dalle tendenze del metal moderno, ma senza dimenticare le proprie origini. Sia lei sia Mark Jansen hanno inoltre aggiunto che la pubblicazione dell'album è stata posticipata, rispetto a quanto avevano preventivato, per le difficoltà nell'organizzazione di un tour nordamericano compatibile con gli impegni concertistici presi in Messico e con la scadenza dei visti dei musicisti.
Rispetto alla versione presentata durante i concerti The Symphony Synergy, nella versione in studio del brano Aspiral manca un verso di circa venti secondi che è stato scritto da Simons solo dopo aver registrato il brano.

## Struttura
Aspiral contiene undici brani e, coerentemente con la volontà di rinnovamento espressa dagli Epica, è il loro primo album senza un'intro orchestrale e con una ballad, posta in chiusura, a dargli il nome. Ciò nonostante, quest'album segna il ritorno della storica saga-concept degli Epica A New Age Dawns con tre nuovi brani: Darkness Dies in Light, Metanoia e The Grand Saga of Existence, rispettivamente settima, ottava e nona parte della serie. Questi sono anche i più brani lunghi, compresi fra sette e otto minuti circa, in un album in cui gli altri hanno strutture più minimali che portano a durate più contenute; è infatti assente il brano lungo oltre dieci minuti che caratterizza quasi tutti gli altri album degli Epica.
L'edizione digipak di Aspiral contiene anche il blu-ray Live at The Symphonic Synergy, registrato durante un concerto con orchestra e coro tenuto il 20 settembre 2024 presso l'AFAS Live di Amsterdam, mentre l'edizione earbook contiene anche la versione del concerto in due cd audio, oltre alla versione strumentale di Aspiral stesso.

## Titolo e copertina
La cantante Simone Simons ha spiegato che la band ha legato questo nuovo album, il nono per gli Epica, proprio alla simbologia del numero nove, che in numerologia è spesso associato ai concetti di divinità, rinnovamento spirituale, risveglio della coscienza e ciclo di vita-morte-rinascita e che negli arcani maggiori dei tarocchi è associato alla carta dell'Eremita. La ricerca del rinnovamento è anche alla base della simbologia di un'opera in bronzo del 1965, chiamata Aspiral, dello scultore polacco naturalizzato statunitense Stanisław Szukalski. Inoltre, come nel lavoro di Szukalski ogni dettaglio è considerato un'opera d'arte a sé stante, secondo gli Epica ogni canzone dell'album ha una propria identità distinta mentre insieme si rafforzano a vicenda. Questi riferimenti sono stati pensanti dal bassista Rob van der Loo, già ammiratore di Szukalski, che ha chiamato un suo brano proprio Aspiral; la visione del documentario Struggle: The Life and Lost Art of Szukalski, diretto da Irek Dobrowolski, e la visita a una collezione privata di opere dello scultore hanno poi portato la band a scegliere il nome dell'album. Ciò nonostante, solamente il suo brano eponimo è stato direttamente ispirato dalla visione artistica di Szukalski.
L'artwork di copertina, creato dall'illustratore e scultore Hedi Xandt, rappresenta un simbolo affine al disco solare agguantato da nove mani che però, nel tentativo di raggiungere la luce e il fuoco della conoscenza, vengono ferite da nove punte (o raggi) e si bruciano; tale illustrazione riguarda la necessità di sacrifici, sopportazione e lotte continue per raggiungere i propri obiettivi. Si tratta della prima copertina degli Epica a non includere né il nome della band né quello dell'album, coerentemente col messaggio di rinuncia all'ego.

## Tematiche
Mark Jansen è l'autore dei testi di Darkness Dies in Light, Fight to Survive - The Overview Effect, Metanoia, T.I.M.E., Eye of the Storm e The Grand Saga of Existence, mentre Simone Simons ha scritto quelli di Cross the Divide, Arcana, Obsidian Heart, Apparition e Aspiral.  
I brani Darkness Dies in Light (dedicato da Jansen alla figlia e ispirato dall'esperienza della paternità), Metanoia e The Grand Saga of Existence riprendono la saga-concept A New Age Dawns iniziata in Consign to Oblivion e proseguita in Design Your Universe (e, in relazione alla seconda e alla terza parte di Kingdom of Heaven, in The Quantum Enigma e Omega). Questi tre nuovi capitoli parlano della necessità di superare un periodo di caos per evolversi spiritualmente e psicologicamente; tale evoluzione deve essere anche collettiva, perché solo mettendo da parte l'ego e capendo di essere tutti parte di una comunità è possibile agire per migliorare la società stessa e, in generale, il mondo. Pure il brano finale ed eponimo di Aspiral parla di rinnovamento, stavolta attraverso la ricerca della fiducia in sé stessi e la costruzione delle proprie abilità con un paziente e amorevole impegno quotidiano, senza pretendere "tutto e subito" e anzi sfruttando le difficoltà per imparare; a tal proposito, contiene la registrazione di una parte di un discorso di Stanisław Szukalski.

Parlando del legame fra i testi e l'eponima scultura di Szukalski, Simons ha dichiarato:
Per quanto riguarda gli altri brani, Fight to Survive - The Overview Effect parla proprio dell'Effetto della veduta d'insieme provato dagli astronauti guardando la Terra dallo spazio e di come questo possa rendere ancora più chiara la fragilità del pianeta Terra e la necessità di tutelarlo, T.I.M.E. (sigla che sta per Transformation, Integration, Metamorphosis, Evolution) parla di morte sia in senso fisico sia in quanto "Morte dell'Ego", Apparition parla di una storia di fantasmi tradizionale ambientata nel Castello di Hoensbroek, Arcana è stato ispirato dai tarocchi e Cross the Divide dal film Interstellar e dal desiderio di viaggiare nel tempo per correggere gli errori propri e dell'umanità.

## Stile musicale
Aspiral, come tutti i precedenti album degli Epica, ha un nucleo solidamente symphonic metal a cui si uniscono influenze musicali più o meno evidenti e diverse di brano in brano, in particolare thrash e technical thrash, power, death e melodic death o, meno spesso, black, folk, neoclassical o groove. In alcuni brani sono presenti anche influenze gothic che si concretizzano soprattutto in atmosfere cupe e da fiaba dark che vengono rafforzate dall'utilizzo dei cori di bambini, mentre in almeno un passaggio si va in territori doom. Se questi riferimenti non sono nuovi per gli Epica, è invece una novità l'introduzione, in almeno due brani, di passaggi industrial. Inoltre, l'approccio della band è stato definito dalla critica come più moderno del solito, anche per via del ricorso, in alcuni brani, di nuovi elementi stilistici quali discreti elementi di musica elettronica, passaggi ispirati dall'alternative rock e dall'alternative metal, chitarre e basso di gusto djent e breakdown metalcore.
Rispetto agli album precedenti si può notare anche un chiaro aumento degli elementi pop concretizzato attraverso la grande attenzione all'orecchiabilità e alla modernità di varie melodie vocali, la riduzione dei passaggi cantanti da Mark Jansen con voce gutturale e il ricorso frequente a forme e strutture musicali semplici e lineari associate a durate contenute. Ciò nonostante, nei tre nuovi brani della saga-concept A New Age Dawns permane la tendenza a ricercare la complessità e la mutevolezza umorale, stilistica, ritmica (talvolta usando anche tempi dispari) e strutturale in generale, rendendo quindi molto evidente la presenza di passaggi progressive metal. Anche alcuni altri brani hanno riff e assoli piuttosto tecnici, ma nessuno ha la stessa varietà interna dei tre di A New Age Dawns.
Per quanto riguarda la scelte di produzione e post-produzione, nonostante la presenza di un'intera orchestra sinfonica e di un coro lirico, il missaggio equilibrato e pulito permette di non rendere i brani troppo affollati e pesanti all'ascolto; ciò vale a maggior ragione per quelli in cui gli arrangiamenti si focalizzano su una selezione di elementi alla volta per essere così più minimali rispetto agli standard degli album precedenti, mentre invece in questo senso i tre di A New Age Dawns sono più tradizionali e quindi stratificati. Inoltre, come per The Alchemy Project, le registrazioni delle chitarre, del basso e della batteria sono avvenute simultaneamente, così da ottenere un risultato volutamente più grezzo e vicino all'esperienza dell'esecuzione dal vivo.

## Promozione
Il 19 e il 20 settembre presso l'AFAS Live di Amsterdam e poi il 6 e il 7 dicembre presso presso, gli Epica hanno tenuto dei concerti speciali con orchestra e coro dal vivo denominati The Symphonic Synergy di cui uno, quello del 20 settembre, trasmesso in live streaming. Durante tali show sono stati presentati per la prima volta dal vivo i brani Arcana, Aspiral e The Ghost in Me (Danse Macabre); quest'ultimo, che è un rifacimento del poema sinfonico Danse Macabre di Camille Saint-Saëns, è stato concepito e adottato come colonna sonora ufficiale di una nuova attrazione del parco dei divertimenti Efteling. Il 5 novembre è stato quindi pubblicato il video ufficiale dell'esibizione dal vivo al The Symphonic Synergy di The Ghost in Me (Danse Macabre), seguito il 24 ottobre dal videoclip ufficiale del brano registrato in studio.
Il 13 novembre è stato pubblicato digitalmente Arcana, con The Ghost in Me (Danse Macabre) come traccia bonus, assieme al relativo videoclip. Il singolo è stato ulteriormente promosso, il 22 novembre, con un video dell'esibizione dal vivo registrata durante lo show del 20 settembre, mentre il 6 e il 7 dicembre gli Epica hanno tenuto altri due spettacoli del The Symphonic Synergy, stavolta presso l'Auditorio Nacional di Città del Messico. Il 30 gennaio 2025 è stata la volta del singolo Cross the Divide, assieme al relativo videoclip; contestualmente gli Epica hanno aperto i preordini per il loro nuovo album, comunicandone anche titolo, data d'uscita, copertina e lista delle tracce. Il 14 febbraio è stato poi diffuso il lyric video di Cross the Divide, mentre il terzo singolo di Aspiral, T.I.M.E., è stato pubblicato il 12 marzo assieme al relativo videoclip, a cui sono poi seguiti un lyric video, il 19 dello stesso mese, e il video di un'esibizione a cappella del brano assieme al coro Hellscore, il 26. Il 3 aprile, attraverso un sito internet temporaneo chiamato Epica Oracle, sono state diffuse delle brevi anteprime dei brani dell'album, ciascuno associato a una carta dei tarocchi ideata e illustrata da Hedi Xandt, mentre l'11, giorno di pubblicazione dell'album, il videoclip di Fight to Survive. 
L'album è stato promosso anche attraverso una serie di lyric video: oltre a quelli per i tre singoli, ne sono stati diffusi per Darkness Dies in Light (18 aprile), Eye of the Storm (26 aprile) e Obsidian Heart (2 maggio). Sono inoltre stati pubblicati i video delle esibizioni dal vivo durante il concerto The Symphonic Synergy, oltre che di The Ghost in Me (Danse Macabre) e Arcana, di Sirens - Of Blood and Water (4 marzo), Aspiral (8 aprile), Crimson Bow and Arrow (16 aprile), Tides of Time (23 aprile) e Beyond the Matrix (29 aprile).
Gli Epica hanno festeggiato l'uscita di Aspiral con due eventi speciali, dedicati a un numero molto ristretto di fan, il 12 aprile a Parigi e il 13 a Utrecht. Il tour promozionale per l'album inizierà invece a maggio con tre spettacoli esclusivi negli Stati Uniti, per poi spostarsi in Messico per nove date. Fra giugno e luglio gli Epica apriranno due date in arene europee per i Powerwolf e in generale durante l'estate si esibiranno in vari festival, per poi riprendere il tour da headliner a settembre con tredici date in Sud America, quasi tutte aperte dai Fleshgod Apocalypse. Fra gennaio e marzo 2026 gli Epica terranno poi un tour europeo di ventisei date da co-headliner con gli Amaranthe, e con Charlotte Wessels in apertura, che ne includerà una nella prestigiosa arena Ziggo Dome di Amsterdam.

## Accoglienza
| Recensione               | Giudizio |
| ------------------------ | -------- |
| Blabbermouth             |          |
| Classic Rock             |          |
| Distorted Sound          |          |
| Gaffa                    |          |
| Heavy Metal Webzine      |          |
| Metal.de                 |          |
| Metalfan                 | 84/100   |
| Metal Hammer             |          |
| Metal Hammer Deutschland |          |
| Metal Roos               |          |
| My Global Mind           |          |
| Rock Hard                |          |
| Sputnikmusic             |          |
| The Dark Melody          |          |
| The Prog Mind            |          |

La critica specializzata ha accolto molto positivamente soprattutto Darkness Dies in Light, seguito da The Grand Saga of Existence, Metanoia e Obsidian Heart, mentre un'accoglienza generalmente molto tiepida è stata riservata a T.I.M.E. e Cross the Divide. 
In senso ampio, l'approccio diretto e accessibile di varie canzoni e la volontà della band di reinventarsi, seppur parzialmente, sfruttando qualche stilema moderno hanno spiazzato tanto i fan quanto la critica: per alcuni Aspiral è un album fresco che sonda con efficacia ed equilibrio nuovi approcci musicali, per altri la semplificazione strutturale della proposta ha talvolta portato a esiti poco ambiziosi se non commerciali (pur con l'eccezione dei tre nuovi brani di A New Age Dawns), per altri ancora invece le novità moderniste introdotte non sono abbastanza decise rispetto alla volontà di rinnovamento posta a premessa dell'album.
La qualità delle composizioni è stata comunque per lo più apprezzata, lodandone la capacità di essere stilisticamente molto variegate senza per questo risultare disomogenee o forzate, l'efficacia di certe melodie vocali, l'ispirazione e il valore tecnico di alcuni riff di chitarra e di alcuni assoli, la potenza emotiva di certi passaggi orchestrali e vocali, gli arrangiamenti equilibrati, l'abilità del batterista e la capacità di dare un respiro moderno al symphonic metal pur senza dimenticare le radici della band. Hanno ricevuto svariate lodi anche la notevole performance vocale di Simone Simons e la produzione e la post-produzione; per quanto riguarda queste ultime, sono state apprezzate per i suoni cristallini che valorizzano la profondità e la ricchezza degli arrangiamenti senza mai renderne faticoso l'ascolto. Nonostante ciò, e i voti generalmente alti o addirittura molto alti nelle recensioni, la maggioranza dei critici concorda nel non ritenere Aspiral allo stesso livello di album quali Design Your Universe, The Quantum Enigma e The Holographic Principle.
Nella recensione pubblicata sullo storico magazine Totentanz si afferma che «ormai non ci dovrebbero essere dubbi sul fatto che gli Epica siano in una categoria a parte» e che «perfino ex giganti come i Nightwish non possono reggere il confronto con la band olandese». Nella recensione della webzine Metalfan si spiega inoltre che Aspiral riesce a mantenere tutti gli elementi caratteristici del sound della band e al contempo a rinnovarlo con nuove fonti d'ispirazione che potrebbero attirare i fan del metal di moda negli ultimi anni, per poi concludere affermando che si tratta di un album «versatile, accessibile, moderno e magistralmente prodotto in cui gli Epica si muovono al passo con i tempi senza perdersi». Di opinione simile è Dom Lawson di Blabbermouth, per il quale «sebbene Aspiral sia immediatamente riconoscibile come il lavoro della band olandese, sembra inaugurare una nuova era più libera». Più in generale, Jorge Urías Peña Escajeda di Metal Addiction pensa anche che la capacità di rinnovare con equilibrio il proprio stile sia la caratteristica che distingue in positivo gli Epica sia dalle band che ripetono pigramente sempre gli stessi stilemi sia da quelle che li hanno rivoluzionati radicalmente tradendoli. Per Arto Mäenpää di Chaoszine, tale equilibrio stavolta è anche frutto della scelta di dare più spazio agli strumenti metal e di limitare gli arrangiamenti massimalisti. Invece, secondo Roberta Rustico di Metallus, che comunque ha globalmente apprezzato Aspiral, «ogni tanto si ha la percezione che [gli Epica] abbiano un po’ il piede sul freno». Un giudizio ben più severo lo ha espresso Manos Kornilakis-Orphanoudakis di Rocking, secondo cui gli Epica hanno «provato a introdurre un nuovo stile – senza essere ancora sicuri di cosa consista – e a non perdere la loro vecchia identità – senza, tuttavia, essere sicuri di cosa possa essere lasciato indietro, cosa possa essere mantenuto identico e cosa possa essere evoluto».

## Tracce
1. Cross the Divide – 4:18 (testo: Simone Simons – musica: Rob van der Loo, Epica)
2. Arcana – 5:02 (testo: Simone Simons – musica: Rob van der Loo, Epica)
3. Darkness Dies in Light (A New Age Dawns - Part VII) – 7:59 (testo: Mark Jansen – musica: Mark Jansen, Isaac Delahaye, Epica)
4. Obsidian Heart – 5:04 (testo: Simone Simons – musica: Rob van der Loo, Epica)
5. Fight to Survive - The Overview Effect – 6:10 (testo: Mark Jansen – musica: Isaac Delahaye, Epica)
6. Metanoia (A New Age Dawns - Part VIII) – 7:17 (testo: Mark Jansen – musica: Mark Jansen, Coen Janssen, Epica)
7. T.I.M.E. – 3:58 (testo: Mark Jansen – musica: Mark Jansen, Isaac Delahaye, Epica)
8. Apparition – 4:12 (testo: Simone Simons – musica: Isaac Delahaye, Epica)
9. Eye of the Storm – 4:43 (testo: Mark Jansen – musica: Ariën van Weesenbeek, Isaac Delahaye, Epica)
10. The Grand Saga of Existence (A New Age Dawns - Part IX) – 6:50 (testo: Mark Jansen – musica: Mark Jansen, Isaac Delahaye, Epica)
11. Aspiral – 5:39 (testo: Simone Simons – musica: Rob van der Loo, Epica)

Live at The Symphonic Synergy – Blu-ray presente nelle edizioni Digipak e Earbook
1. Welcome to The Symphonic Synergy
2. Unleashed
3. The Essence of Silence
4. Menace of Vanity
5. Sensorium
6. The Fifth Guardian
7. Crimson Bow and Arrow
8. Arcana
9. The Skeleton Key
10. The Ghost in Me (Danse Macabre)
11. Storm the Sorrow
12. Symphonic Synergy Medley
13. Tides of Time
14. Sirens - Of Blood and Water
15. Unchain Utopia
16. Beyond the Matrix
17. Code of Life
18. Cry for the Moon
19. Aspiral
20. Consign to Oblivion

Aspiral Instrumental – CD 2 presente nell'edizione Earbook
1. Cross the Divide – 4:18 (musica: Rob van der Loo, Epica)
2. Arcana – 5:02 (musica: Rob van der Loo, Epica)
3. Darkness Dies in Light (A New Age Dawns - Part VII) – 7:59 (musica: Mark Jansen, Isaac Delahaye, Epica)
4. Obsidian Heart – 5:04 (musica: Rob van der Loo, Epica)
5. Fight to Survive - The Overview Effect – 5:02 (musica: Isaac Delahaye, Epica)
6. Metanoia (A New Age Dawns - Part VIII) – 7:17 (musica: Mark Jansen, Coen Janssen, Epica)
7. T.I.M.E. – 3:58 (musica: Mark Jansen, Isaac Delahaye, Epica)
8. Apparition – 4:12 (musica: Isaac Delahaye, Epica)
9. Eye of the Storm – 4:43 (musica: Ariën van Weesenbeek, Isaac Delahaye, Epica)
10. The Grand Saga of Existence (A New Age Dawns - Part IX) – 6:50 (musica: Mark Jansen, Isaac Delahaye, Epica)
11. Aspiral – 5:39 (musica: Rob van der Loo, Epica)

Live at The Symphonic Synergy, Part I – CD 3 presente nell'edizione Earbook
1. Welcome to The Symphonic Synergy – 1:43
2. Unleashed – 7:16
3. The Essence of Silence – 4:52
4. Menace of Vanity – 4:50
5. Sensorium – 5:13
6. The Fifth Guardian – 3:04
7. Crimson Bow and Arrow – 6:15
8. Arcana – 5:12
9. The Skeleton Key – 5:19
10. The Ghost in Me (Danse Macabre) – 6:01
11. Storm the Sorrow – 6:01
12. Symphonic Synergy Medley – 11:31

Live at The Symphonic Synergy, Part II – CD 4 presente nell'edizione Earbook
1. Tides of Time – 5:54
2. Sirens - Of Blood and Water (feat. Charlotte Wessels & Myrkur) – 5:19
3. Unchain Utopia – 5:37
4. Beyond the Matrix – 10:36
5. Code of Life – 7:01
6. Cry for the Moon – 9:58
7. Aspiral – 7:18
8. Consign to Oblivion – 10:03

## Formazione

### Aspiral
Gruppo
- Simone Simons – voce principale, cori
- Mark Jansen – growl, chitarra ritmica
- Isaac Delahaye – chitarra solista, ritmica e acustica, percussioni orchestrali
- Coen Janssen – sintetizzatore, pianoforte, campionamenti ed effetti sonori, percussioni orchestrali
- Rob van der Loo – basso
- Ariën van Weesenbeek – batteria, percussioni orchestrali

Altri musicisti
- Marcela Bovio – cori
- Linda Janssen – cori
- Marjan Welman – cori
- Joost van den Broek – percussioni orchestrali, campionamenti ed effetti sonori
- Igor Hobus – percussioni orchestrali
- Ilse Jansen – voce della bambina (traccia 7)
- Gaia Macrì – urlo della bambina (traccia 7)
- Jas Kees de Ruijter – organo a rullo (traccia 7)

Kamerkoor PA'dam
- Maria van Nieukerken – direzione
- Leonore Engelbrecht – soprano
- Merel van Geest – soprano
- Gonnie van Heugten – soprano
- Kitty de Geus – soprano
- Karen Langendonk – contralto
- Natascha Morsink – contralto
- Alfrun Schmid – contralto
- Annette Vermeulen – contralto
- Koen Masterling – tenore
- Francis Ng – tenore
- Joost van Velzen – tenore
- Daan Verlaan – tenore
- Bas Volkers – tenore
- Jan Douwes – basso
- Martijn de Graaf Bierbrauwer – basso
- Angus van Grevenbroek – basso
- Remmert Velthuis – basso

Coro di bambini Stinchting Volgspot
- Nick Hurkmans – direzione del coro
- Aimee van Meegen
- Amiraah Verploegen
- Anne-Louise Janssen
- Cato Janssen
- Ella Verstegen
- Fay van den Broek
- India Melotte
- Indy Bouw
- Job Stokkermans
- Josepine Verhappen
- Juliette Flissinger
- Kate van Deurzen
- Lena Stokkermans
- Lila van Rompaey
- Liv Vermesi
- Lotte Zijlema
- Luus van der Linden
- Mare Brugman
- Millie Biemans
- Miloe Verdoorn
- Puk van Ansem
- Sara Helleman
- Sterre Mélotte
- Suze van Haaren
- Veerle van der Poel

The City of Prague Philharmonic Orchestra
- Adam Klemes – direzione
- Lucie Švehlová – violino
- Ludvík Sklenář – violino
- Ondřejka Dlouhá – violino
- Boris Chomča – violino
- Petr Pavlíček – violino
- Igor Lecian – violino
- Ivana Morisová – violino
- Sarka Drančáková – violino
- Libor Kaňka – violino
- Musina Asya – violino
- Jana Hrbková – violino
- Helena Sládková – violino
- Tatiana Mistrejková – violino
- Stanislav Rada – violino
- Tomáš Barinka – violino
- Miroslav Kosina – violino
- Jaroslav Hájek – violino
- Gabriela Chundelová – violino
- Violas Mojmír Kačírek – violino
- Václav Benda – violino
- Boris Goldstein – violino
- Ivo Görlich – violino
- Eva Hronková – violino
- Miroslav Novotný – violino
- Kristýna Bělohlávková – violoncello
- Pavel Běloušek – violoncello
- Marek Trykar – violoncello
- Ctibor Příhoda – violoncello
- Vojtěch Masnica – contrabasso
- Lukáš Jadrníček – contrabasso
- Tomáš Zeman – contrabasso
- Petra Benešová – flauto
- Eva Houndková – oboe
- Zdeněk Rys – oboe
- Tomáš Čistecký– clarinetto
- Peter Hlucháň – fagotto
- Tereza Kolářová – corno francese
- Kamila Kolářová– corno francese
- Pavel Douba – corno francese
- Jan Vobořil jr. – corno francese
- Marek Zvolánek – tromba
- Petr Pavluš – tromba
- Lubomír Kozderka – tromba
- Filip Magram – trombone
- Jan Fehér – trombone
- Václav Kotek – trombone
- Lubomír Maryška – tuba

Produzione
- Joost van den Broek – produzione, missaggio, ingegneria del suono, montaggio, arrangiamenti metal e orchestrali aggiuntivi, composizione aggiuntiva
- Epica – arrangiamenti metal, orchestrali e corali, produzione
- Coen Janssen – arrangiamenti orchestrali e corali, trascrizione degli spartiti corali
- Jos Driessen – ingegneria del suono, montaggio
- Darius van Helfteren – mastering
- Ben Mathot – trascrizione degli spartiti orchestrali
- Jan Holzner – ingegneria del suono (The City of Prague Philharmonic Orchestra)
- Leigh Philips – supervisione musicale  (The City of Prague Philharmonic Orchestra)
- Michael Hradisky – assistenza tecnica  (The City of Prague Philharmonic Orchestra)
- Jakub Smolak – assistenza tecnica  (The City of Prague Philharmonic Orchestra)
- Stanislava Vomáčková – traduzione e assistenza alla sessione  (The City of Prague Philharmonic Orchestra)
- Floor-Anne van Vliet – vocal coaching (coro di bambini)
- Glenn Bray – registrazione della voce di Stanisław Szukalski (traccia 11)
- Jaap Toorenaan – traduzioni in latino
- Gjalt Lucassen –  traduzioni in latino
- Hedi Xandt – artwork di copertina, concept visivo, design
- Tim Tronckoe – fotografia
- Daniel Regan – management

### Live at the Symphonic Synergy
Gruppo
- Simone Simons – voce principale
- Mark Jansen – growl, chitarra ritmica
- Isaac Delahaye – chitarra solista, ritmica e acustica
- Coen Janssen – sintetizzatore
- Rob van der Loo – basso
- Ariën van Weesenbeek – batteria

Altri musicisti
- Marcela Bovio – cori, growl aggiuntivo (traccia 16)
- Linda Janssen – cori
- Marjan Welman – cori
- Charlotte Wessels – voce aggiuntiva (traccia 14)
- Myrkur – voce aggiuntiva (traccia 14)

Kamerkoor PA'dam
- Maria van Nieukerken – direzione
- Leonore Engelbrecht – soprano
- Merel van Geest – soprano
- Gonnie van Heugten – soprano
- Marta Loncar – soprano
- Karen Langendonk – contralto
- Natascha Morsink – contralto
- Alfrun Schmid – contralto
- Annette Vermeulen – contralto
- Guido Groenland – tenore
- Henk Gunneman – tenore
- Francis Ng – tenore
- Joost van Velzen – tenore
- Martijn de Graaf Bierbrauwer – basso
- Nathan Tax – basso
- Remmert Velthuis – basso
- Samuel Wong – basso

Coro di bambini
- Aimee van Meegen
- Amiraah Verploegen
- Anne-Louise Janssen
- Cato Janssen
- Elena Kuhlman
- Ella Verstegen
- Fay van den Broek
- Floris van Bergen
- India Melotte
- Indy Bouw
- Isis Bouw
- Jasmijn Jeurissen
- Job Stokkermans
- Josepine Verhappen
- Juliette Flissinger
- Juno van de Veerdonk
- Kate van Deurzen
- Lena Stokkermans
- Lia van Beurden
- Lila van Rompaey
- Liv Vermesi
- Lotte Zijlema
- Luna Legel
- Luus van der Linden
- Mare Brugman
- Millie Biemans
- Miloe Verdoorn
- Pam Roelofs
- Pepijn Janssen
- Puk van Ansem
- Resa Westera
- Samuel Vonk
- Sara Helleman
- Sterre Mélotte
- Suze van Haaren
- Veerle van der Poel
- Zoë Janssen

The Symphonic Synergy Orchestra
- Dante Diaz – direzione
- Ben Mathot – violino
- Floortje Beljon – violino
- Manon van de Kempe – violino
- Stijn Brinkman – violino
- Heleen Knoop – violino
- Marleen Veldstra – violino
- Annelieke Marselje – violino
- Pablo Kleinsmann – violino
- Mart Koek – violino
- Milka Malotaux – violino
- Valerie Schonen – violino
- Mark Mulder – violino
- Loes Dooren – violino
- Marnix Verberne – violino
- Tseroeja van den Bos – violino
- Marije de Jong  – violoncello
- Jascha Bordon – violoncello
- Rachel Daniels – violoncello
- Kasper Stern – contrabasso
- Andris Meinig – contrabasso
- Linda Speulman – flauto traverso
- Paloma de Beer – oboe
- Erik Steven – clarinetto
- Rojas Toapanta – clarinetto
- Maria Losada Burgo – fagotto
- Gaizka Ciarrusta – corno francese
- Megan Brouwer – corno francese
- Felix Peijnenborg – corno francese
- Coos Zwagerman – tromba
- David Perez – tromba
- Rafael Afonso –  trombone
- Huub de Jong – trombone
- Twan Dubbers –  trombone basso
- Egle Liutkauskaite – tuba
- Niek Kleinjan – timpani
- Marcel Heijnen – percussioni
- Baue Kunstman – percussioni

Produzione video
- Jens de Vos –  regia, post-produzione
- Nina Hermans – post-produzione
- Kajra Vandendriessche – assistenza alla regia
- Marijke Crynen – assistenza alla regia
- Maikel Cozijns – direzione della fotografia
- Jeroen De Wilde – operazioni di ripresa
- Maria Munoz – operazioni di ripresa
- Frederik Celis – operazioni di ripresa
- Nick Maris – operazioni di ripresa
- Wout Lenaerts – operazioni di ripresa
- Michiel Vanson – operazioni di ripresa
- Edward Opdebeeck – operazioni di ripresa
- Maxim Schiller – operazioni di ripresa

## Classifiche
| Classifica (2025)          | Posizione massima |
| -------------------------- | ----------------- |
| Austria                    | 8                 |
| Belgio (Fiandre)           | 5                 |
| Belgio (Vallonia)          | 27                |
| Finlandia                  | 23                |
| Germania                   | 5                 |
| Paesi Bassi                | 2                 |
| Regno Unito                | 58                |
| Regno Unito (independent)  | 7                 |
| Regno Unito (rock & metal) | 2                 |
| Regno Unito (Scozia)       | 40                |
| Spagna                     | 79                |
| Svizzera                   | 7                 |